# Controcarena anti-siluro

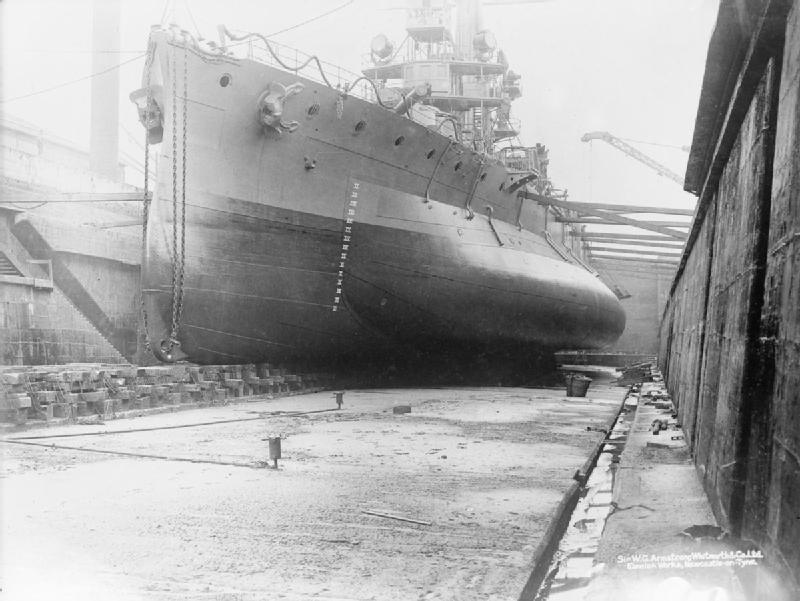
La Glatton ferma in un bacino di carenaggio. Si notino la vistosa controcarena anti-siluro del tipo a bulbo.

La controcarena anti-siluro è un sistema di difesa passiva contro l'attacco di siluri, caratteristico delle navi costruite nel periodo interbellico.

## Teoria
Essenzialmente, si trattava di una controcarena laterale posizionata all'altezza della linea di galleggiamento e isolata dal volume interno della nave. Una parte della controcarena conteneva aria, mentre l'altra parte poteva essere riempita d'acqua. In teoria, un siluro che avesse colpito la nave, prima avrebbe penetrato la parte della controcarena piena d'aria, e la parte piena d'acqua avrebbe assorbito l'urto e fermato eventuali schegge, lasciando lo scafo vero e proprio strutturalmente intatto. La presenza di paratie verticali avrebbe evitato l'allagamento di tutta la controcarena.

Vista in sezione di una controcarena anti-siluro

## Impiego operativo
Questo tipo di protezioni furono sviluppate da Eustace Tennyson-d'Eyncourt, all'epoca Direttore delle Costruzioni Navali della Royal Navy, ed installate per la prima volta nel 1914 su quattro vecchi incrociatori protetti classe Edgar.
Durante la prima guerra mondiale queste navi furono impiegate per operazioni di bombardamento costiero, risultando così molto esposte all'attacco di sommergibili e torpediniere.
La Grafton fu silurata nel 1917, ma a parte alcuni piccoli fori provocati da schegge, i danni furono confinati solo alla controcarena anti-siluro e la nave riuscì a ritornare in porto.
Nel 1918 anche l'Edgar fu colpito da un siluro, ed in quest'occasione i danni allo scafo furono limitati a qualche ammaccatura.
Dal 1914, tutte le imbarcazioni in costruzione per la Royal Navy furono dotate di questo sistema difensivo, a partire dalle nuove corazzate classe Revenge.
Queste protezioni furono installate anche sulle navi più vecchie, in particolare i lenti e grandi monitori, che vennero dotati di enormi controcarene anti-siluro.
Questo si rivelò una fortuna per la Terror, sopravvissuta dopo essere stata colpita da ben tre siluri, e per la Erebus, che fu attaccata da una motobarca radiocomandata carica di esplosivo e riuscì anch'essa a sopravvivere, nonostante l'esplosione conseguente all'impatto le avesse strappato via oltre 15 m delle protezioni anti-siluro.
Gli ultimi tipi di controcarene anti-siluro combinavano alle classiche due parti, quella piena d'aria e quella piena d'acqua, degli strati di legno o tubi uniti assieme.
L'adozione della controcarena anti-siluro aumentava la larghezza della nave, e di conseguenza ne diminuiva la velocità, funzione del rapporto tra la lunghezza e la larghezza dello scafo. Per questo negli anni venti iniziarono a comparire le prime controcarene anti-siluro interne allo scafo, e negli anni trenta dalle navi di nuova costruzione scomparvero definitivamente le vistose controcarene, rimpiazzate da un sistema di scompartimenti interni che ne riprendeva la funzione.
Le controcarene continuarono ad essere applicate alle navi più vecchie, come la Renown e la Enterprise.
La controcarena anti-siluro conobbe vasta diffusione nelle marine militari del mondo, tra le altre fu adottata sulle navi della United States Navy, della Kriegsmarine e della Marina imperiale giapponese.

## Obsolescenza

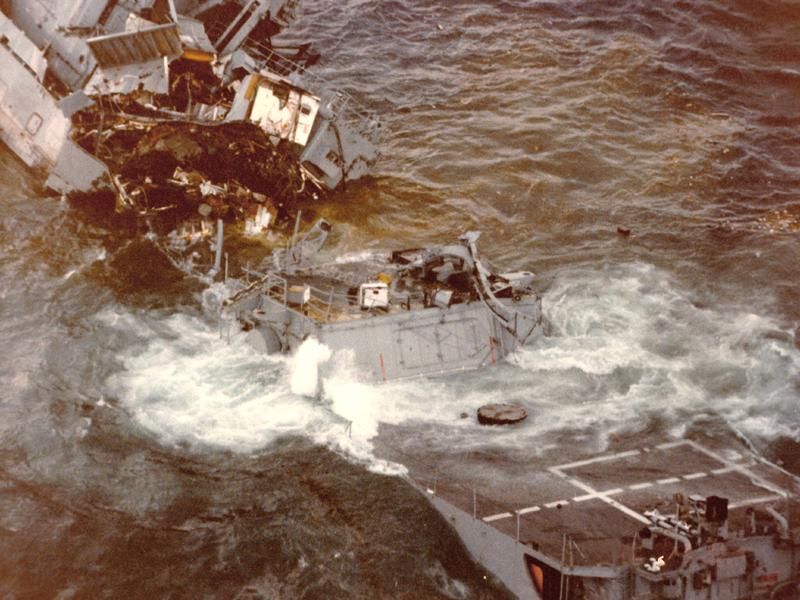
L'USS Jonas Ingram affonda dopo essere stato colpito dal siluro Mk 48 durante un test del luglio 1988

Le controcarene anti-siluro furono lentamente abbandonate con l'avvento di nuovi tipi di siluro, progettati per massimizzare i danni, che correvano ad una maggiore profondità e andavano ad esplodere non più contro il lato dello scafo ma sotto ed essendo attivati non dall'urto ma da sensori magnetici, rendendo quindi tale tipo di protezione obsoleta.